# 宝集家金之助
宝集家 金之助（ほうしゅうや きんのすけ、1860年4月8日 - 1928年）は、常磐津女流音曲師、女道楽。
- 父は四代目常磐津若太夫で兄に講談の二代目錦城斎一山と常磐津三味線方の二代目宝集家金蔵。
- 初代金蔵の弟子で三代目宝集家金之助を名乗る。
- 1874年8月にはすでに名がある。
- その後四代目三遊亭圓生の一門に加わり寄席に進出。
- 1886年、六代目司馬龍生と恋仲で駆け落ちし上方を中心に全国を巡業。
- 1888年3月東京に戻る。
- 1894年に船遊亭志ん橋（本名は笹川 大助）の妻になる。以後上方を中心に活躍した。
- 晩年は花月の寄席でへたりだったという。
  - 没年も不明。
  - 1928年頃亡くなった。

寄席では櫓太鼓の曲弾きが売りで、橘之助の「浮世節たぬき」と並び評されるほどであった。SPレコードも残されている。
直弟子はいなかったが、戦後も活躍した千葉琴月は薫陶を受けた一人。